# Terumasa Hino
Terusama Hino est un trompettiste, cornettiste et compositeur japonais, né à Tokyo le 25 octobre 1942. Marqué par Miles Davis, Louis Armstrong, Clifford Brown ou Freddie Hubbard, il apprend la trompette à neuf ans. Il débute en 1955 dans l'orchestre d'une base américaine. Grâce au quintette qu'il anime dans les années 1960 avec Masabumi Kikuchi, il devient l'un des jazzmen japonais les plus célèbres, et à partir de la fin des années 70, sa notoriété s'exporte : il est membre du groupe de Dave Liebman, joue entre autres avec Gary Burton, Steve Swallow, Roy Haynes, Kenny Kirkland et Herbie Hancock et partage son temps entre le Japon et les États-Unis.
Son frère Motohiko Hino était batteur.

## Discographie

### En tant que leader
- Alone, Alone and Alone (1967)
- Hino = Kikuchi Quintet (1968, Takt)
- Hi-Nology (1969, Takt)
- Feelin' Good (1969, Takt)
- Alone Together (1970, Takt)
- Journey to Air (1970, Canyon)
- Vibrations (1971, Enja)
- Fuji (1972, Enja)
- Hartman Meets Hino (1972, EMI Japan)
- Taro's Mood (1973, Enja)
- Live! (1973, Three Blind Mice)
- Into Eternity (1974, Columbia Records)
- Journey Into My Mind (1974)
- Speak To Loneliness (1975, East Wind Records)
- Live In Concert (1975, East Wind)
- Wheel Stone: Live in Nemuro (1975, East Wind)
- May Dance (1977, Flying Disk)
- Live Under The Sky (1977, Flying Disk)
- Hip Seagull (1977, Flying Disk)
- La Chanson D'Orphee (1978, RCA Records)
- City Connection (1979, Flying Disk)
- Daydream (1980, Flying Disk)
- Double Rainbow (1981, CBS/Sony) - Avec Kenny Kirkland et Herbie Hancock
- Pyramid (1982,CBS/Sony) - Avec Kenny Kirkland
- New York Times (1983, CBS/Sony) - Avec Kenny Kirkland
- Trans-Blue (1983, Avec CBS/Sony) - Avec Kenny Kirkland
- Terumasa Hino (1986, Denon)
- Detour (1988, EMI Music Japan)
- Bluestruck (1990/04/11, Blue Note)
- From The Heart (1991/06/21, Blue Note)
- Live in Warsaw (1991/12/15)
- Warsaw Jazz Festival 1991 (1993, Jazzmen)
- Unforgettable (1993, Blue Note)
- Oh Happy Day - SRM Best Selection (1993/03/21)
- Triple Helix (1993/10/20, Enja; with Masabumi Kukuchi and Masahiko Togashi)
- Spark (1994/07/22, Blue Note)
- Moment - Alive at Blue Note Tokyo Hino Kikuchi Quintet (1996/03/20)
- With Kikuchi Acoustic Boogie (1996, Blue Note; collaboration with Masabumi Kikuchi)
- Live In Warsaw (1996, Who's Who in Jazz)
- Off the Coast (1997/06/21)
- Round Midnight (1998/10/21; with Manhattan Jazz Quintet)
- Into The Heaven (2000, Columbia Records)
- Transfusion (2000/07/05, Sony Music Entertainment Japan)
- DNA (2001/06/20, Sony Music Entertainment Japan)
- DNA Live In Tokyo (2002/04/10, Sony Music Entertainment Japan)
- Here We Go Again (2003/07/02, Sony Music Entertainment Japan)
- Dragon (2005/05/18, Sony Music Entertainment Japan)
- Crimson (2006/06/21, Sony Music Entertainment Japan)
- Counter Current with Hino-Kikuchi Quintet (2007/09/09, Sony Music Entertainment Japan)
- Edges with Hino-Kikuchi Duo (2007/11/21, Sony Music Entertainment Japan)
- Weakness in Execution (2008/11/05, Sony Music Entertainment Japan)
- Aftershock (2011/5/25, Sony Music Entertainment Japan)

### En tant que sideman
Avec Elvin Jones
- Earth Jones (Palo Alto, 1982) - Avec Kenny Kirkland

Avec Ken McIntyre
- Introducing the Vibrations (SteepleChase, 1977)

Avec Mal Waldron
- Moods (Enja, 1978)

Avec John Scofield
- East Meets West (Black Hawk Records, Storyville Records, 1977)

Avec Joe Henderson
- Joe Henderson And Kikuchi, Hino – In Concert (Philips, 1971)

### Collaborations
- Jazz Acoustic Machine (2012)  (with J.A.M)